# Orangeriepaleis

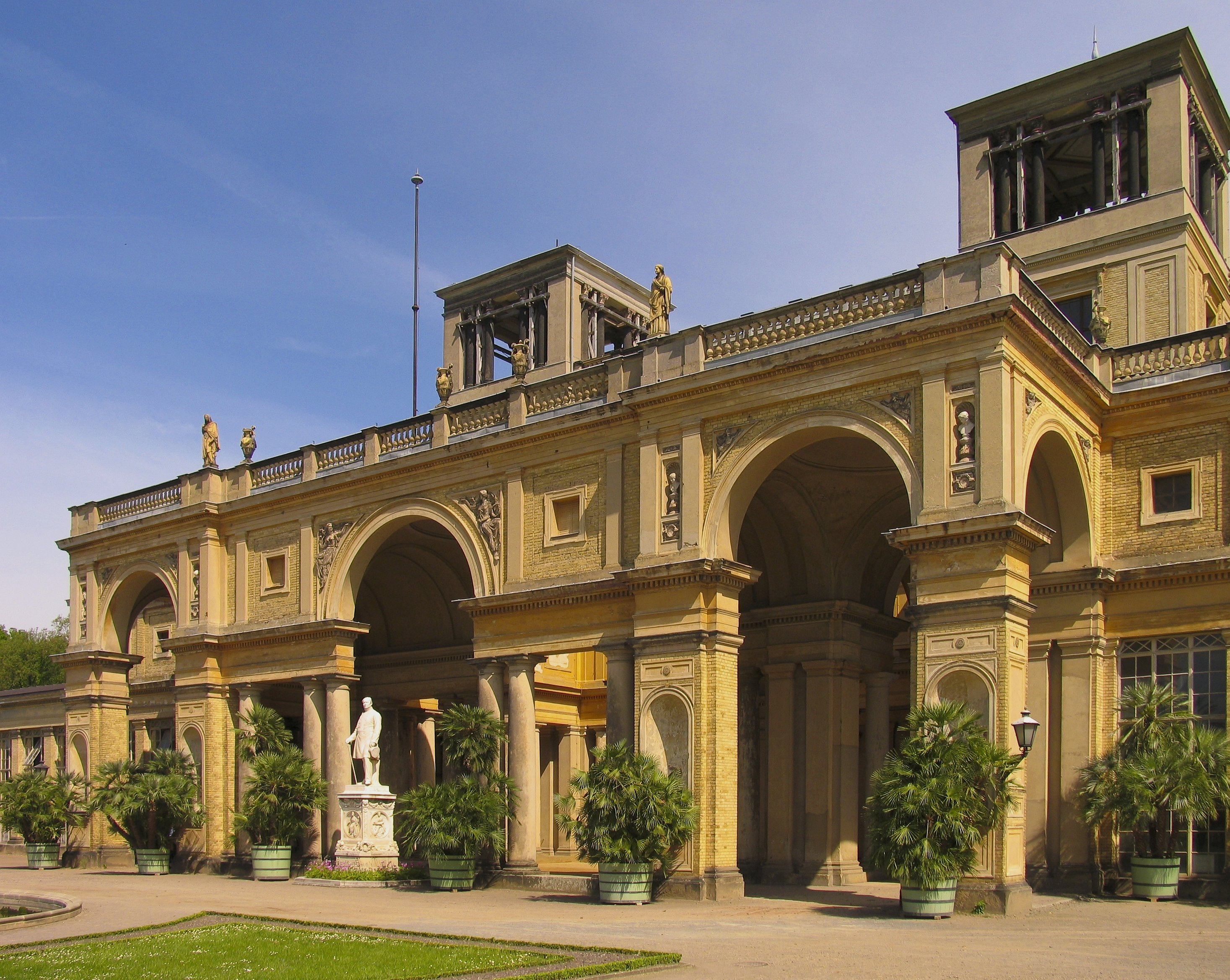
Zuidzijde van de middelbouw

Het Orangeriepaleis (Duits: Orangerieschloss of Neue Orangerie) liet Friedrich Wilhelm IV van 1851 tot 1864 op de Bornstedter Höhenzug aan de noordrand van Park Sanssouci in Potsdam bouwen.
Het slot was voorheen bestemd voor gasten van de koninklijke familie.